# Вулиця Симона Петлюри (Львів)
Вулиця Симона Петлюри — вулиця в Залізничному районі Львова, сполучає важливі магістральні вулиці Любінську та Кульпарківську. Прилучаються вулиці Садова, Кульчицької, Хоробрих, Лікувальна.

## Назва
- Любінська бічна — до 1974 року.
- Маршала Рибалка — від 1974 року, названа на честь радянського маршала танкових військ, двічі Героя Радянського Союзу Павла Рибалка.
- Симона Петлюри — від 1992 року, названа на честь видатного українського державного і військового діяча Симона Петлюри.

## Забудова
Вулиця Симона Петлюри забудована п'ятиповерховими будинками 1960-х та 1990-х років, дев'ятиповерхівки 1970—1990-х років.
№ 2 — дев'ятиповерховий житловий будинок, споруджений на початку 1970-х років. Перші поверхи кожного під'їзду займають приміщення низки магазинів і банків та відділення поштового зв'язку № 54. У 2020 році стіні багатоповерхівки створили мурал з портретом українського мистецтвознавця, колишнього директора Львівської галереї мистецтв, Героя України Бориса Возницького. Саме у цьому будинку у 1972 році оселився відомий мистецтвознавець. Над цим муралом впродовж 2,5 тижнів працювали п'ять художників кафедри сакрального мистецтва та монументального живопису Львівської національної академії мистецтв на чолі із Святославом Владикою.
№ 11, 11а — ринок «Новий» та автостанція № 3.
№ 17 — триповерхова будівля комунальної 3-ї стоматологічної поліклініки м. Львова. Поліклініка створена на базі дитячої консультації 2-ї клінічної лікарні у 1978 році. Реконструкція проводилася у 1979 році за рахунок шефської допомоги організацій «Кінескопбуд» та «Енергобуд». Протягом 1979 року була проведена реконструкція дитячої консультації і наприкінці грудня того ж року була урочисто відкрита. Тут також міститься аптечна крамниця мережі «1 Соціальна Аптека».
№ 30 — дев'ятиповерховий житловий будинок. В одноповерховій прибудові до будинку, що фасадом виходить на вулицю Кульчицької та має № 30а міститься ресторан-пивоварня «GULVISA».
№ 32 — храм і каплиця Всіх Святих Українського Народу. Сучасний греко-католицький храм Всіх Святих Українського народу збудований за проєктом архітектора Лариси Скорик. Поряд розташована прицерковна каплиця.
№ 34 — житловий чотирнадцятиповерховий будинок. В одноповерховій прибудові до будинку, за радянських часів працювало ательє побутових послуг, від 1990-х років — перукарня «Фея» та офіс українсько-польського СП «Тел-Сат» (системи опалювання, водопостачання та каналізації). На початку 2020-х років в приміщенні, де містився офіс СП «Тел-Сат», відкрилася продуктова крамниця «24/7», а від 2023 року у цьому приміщенні міститься медичний центр «Інновація».
№ 36 — двоповерхова будівля, на першому поверсі якої від радянських часів тут містяться відділення поштового зв'язку № 21 та аптека. У той час тут був переговорний пункт та телеграф. На початку 1990-х років ще й телемайстерня. На початку 2000-х років закрився телеграф, а згодом й переговорний пункт, проведено реконструкцію приміщення поштового відділення. В середині 2000-х років закрилася телемайстерня. У середині 2010-х років у частини приміщення (відділ сортування кореспонденції) з'явилися нові власники, де згодом відкрилася клініка сучасної стоматології. В другій частині будинку перший поверх займав ЖЕК (нині — ЛКП «Скнилівок»), а другий — клуб спортивного танцю «Аеліта». 
№ 37 — продуктова крамниця мережі супермаркетів АТБ.
№ 37а — бізнес-центр «Партнер», на першому поверсі якого міститься магазин-гуртівня іграшок «Монако» та низка магазинів. Цю ж адресу має будівля бойлерної ЛКП «Залізничнетеплоенерго», що розташована поряд.
№ 39 — житловий п'ятиповерховий будинок, в одному з під'їздів якого за радянських часів функціював дитячий клуб «Пілот», вхід до якого від 1985 року увінчував пам'ятний знак, у вигляді пасажирського літака, що злітає, але на початку 2000-х років його демонтували. До того цей пам'ятний знак знаходився при дорозі на львівський аеропорт, але ще до початку реконструкції вулиці Любінської у 1985 році він був перенесений з того місця на тодішню вул. Маршала Рибалка (нині — Симона Петлюри), 39.
№ 43а — двоповерхова будівля початкової школи «Світанок» Львівської міської ради з поглибленим вивченням англійської мови (корпус № 1; молодші класи). Школа «Світанок» створена у червні 1997 року шляхом об'єднання двох дошкільних установ — ДНЗ № 161 (вул. С. Петлюри, 43а) та ДНЗ № 58 (вул. Садова, 15) в одну шкільну установу.